# تاغير أولانبيكوف
تاغير رادجابوفيتش أولانبيكوف (بالروسية: Тагир Раджабович Уланбеков؛ مواليد 8 يوليو 1991) هو مُقاتل فنون قتالية مختلطة روسي، يُنافس في فئة وزن الذبابة في يو إف سي. وهو أيضًا بطل ليالي القتال العالمية لوزن الذبابة السابق. وهو بطل العالم مرة واحدة، وبطل أوراسيا مرة واحدة، والفائز بكأس أوروبا مرة واحدة في قتال السامبو لفريقه إس سي بازارجانوفا. اعتبارًا من 5 نوفمبر 2024، أصبح هو رقم 11 في تصنيفات يو إف سي لوزن الذبابة.

## الخلفية
ولد تاغير أولانبيكوف لعائلة آفارية في 8 يوليو 1991 في منطقة كازبيكوفسكي بجمهورية داغستان.
عندما كبر، عمل تاجير في البازار لمساعدة والدته.

## مسيرته في فنون القتال المختلطة

### بدايته
حقق أولانبيكوف أول انتصار في مسيرته على ماغومدنور أغلاروف في بطولة «ليغا كافكاز - جراند أوماخان باتل». واستمر في الفوز بسبع نزالات متتالية، وفاز بلقب بطولة إيه إم سي ليالي القتال لوزن الذبابة، حيث أخضع فارتان أساتريان في الجولة الرابعة عن طريق خنق المقصلة في حدث ليالي القتال العالمية 76. واجه أولانبيكوف الهزيمة لأول مرة في مسيرته ضد زميله المقاتل المستقبلي في يو إف سي زالجاس زوماجولوف في حدث ليالي القتال العالمية 88، وخسر النزال القريبة بقرار القضاة بالأغلبية. ثم تنافس تحت راية بطولة غوريلا القتالية (الآن بطولة النسر القتالية)، حيث حقق رصيد 3–0 وفاز بلقب بطولة النسر لوزن الذبابة.

### يو إف سي
كان من المقرر أن يواجه أولانبيكوف برونو غوستافو دا سيلفا في 12 سبتمبر 2020 في حدث يو إف سي ليلة القتال: واترسون ضد هيل. ومع ذلك، بسبب قيود السفر المتعلقة بجائحة كوفيد-19، تمت إعادة جدولة النزال وتم عقده بعد أربعة أسابيع في حدث يو إف سي ليلة القتال: مورايس ضد ساندهاغن. فاز أولانبيكوف بالقتال بقرار القضاة بالإجماع.

## مسيرته في مصارعة التماسك بالأيدي الاحترافية
نافس أولانبيكوف ضد خوسيه فورميغا في الحدث الرئيسي المشترك لبطولة إيه دي إكس سي 6 في 25 أكتوبر 2024. خسر النزال بقرار القضاة بالإجماع.

## البطولات والإنجازات

### فنون القتال المختلطة
- ليالي القتال العالمية
  - بطولة ليالي القتال العالمية لوزن الذبابة (مرة واحدة)
- بطولة غوريلا القتالية (الآن بطولة النسر القتالية)
  - بطولة جي إف لوزن الذبابة (مرة واحدة)
    - دفاعان ناجحان عن اللقب

### السامبو
- الاتحاد الأوروبي القتالي سامبو
  - بطولة السامبو القتالية الأوروبية – كيشينيف، مولدوفا (2012) في 57 كغ[21]
  -  كأس أوروبا في قتال السامبو بين الأندية - يالطا، شبه جزيرة القرم (2012) في بوزن 57 كغ يمثل إس سي بازارجانوفا[22]
  -  بطولة كومبات سامبو أوراسيا في يالطا، شبه جزيرة القرم (2014) بوزن 57 كغ[23]
- الاتحاد العالمي لقتال السامبو
  -  بطولة العالم للسامبو القتالي – موسكو، روسيا (2014) بوزن 57 كغ[24]

## سجل فنون القتال المختلطة
| السجل المهني |        |         |
| 17 نزال      | 15 فوز | 2 خسارة |
| ضربة قاضية   | 1      | 0       |
| إخضاع        | 8      | 0       |
| قرار القضاة  | 6      | 2       |

| النتيجة | السجل | الخصم                  | الطريقة                          | الحدث                                    | التاريخ        | الجولة | الوقت | المكان                              | الملاحظات                                             |
| ------- | ----- | ---------------------- | -------------------------------- | ---------------------------------------- | -------------- | ------ | ----- | ----------------------------------- | ----------------------------------------------------- |
| فاز     | 15–2  | كودي دوردن             | إخضاع (كرنك الوجه)               | يو إف سي 296                             | 16 ديسمبر 2023 | 2      | 4:25  | لاس فيغاس، نيفادا، الولايات المتحدة |                                                       |
| فاز     | 14–2  | نيت مانيس              | إخضاع (خنق المقصلة)              | يو إف سي ليلة القتال: رودريغيز ضد ليموس  | 5 نوفمبر 2022  | 1      | 2:11  | لاس فيغاس، نيفادا، الولايات المتحدة |                                                       |
| خسر     | 13–2  | تيم إليوت              | قرار القضاة (بالإجماع)           | يو إف سي 272                             | 5 مارس 2022    | 3      | 5:00  | لاس فيغاس، نيفادا، الولايات المتحدة |                                                       |
| فاز     | 13–1  | آلان ناسيمنتو          | قرار القضاة (بالانقسام)          | يو إف سي 267                             | 30 أكتوبر 2021 | 3      | 5:00  | أبو ظبي، الإمارات العربية المتحدة   |                                                       |
| فاز     | 12–1  | برونو غوستافو دا سيلفا | قرار القضاة (بالإجماع)           | يو إف سي ليلة القتال: مورايس ضد ساندهاغن | 11 أكتوبر 2020 | 3      | 5:00  | أبو ظبي، الإمارات العربية المتحدة   |                                                       |
| فاز     | 11–1  | دينيلسون ماتوس         | إخضاع (خنق المقصلة)              | بطولة غوريلا القتالية 22                 | 13 ديسمبر 2019 | 2      | 1:18  | كراسنودار، روسيا                    | دافع عن لقب بطولة ليالي القتال العالمية لوزن الذبابة. |
| فاز     | 10–1  | دينيس أراوخو           | إخضاع (خنق خلفي عاري)            | بطولة غوريلا القتالية 17                 | 27 سبتمبر 2019 | 2      | 3:19  | أتيراو، كازاخستان                   | دافع عن لقب بطولة ليالي القتال العالمية لوزن الذبابة. |
| فاز     | 9–1   | ألكسندر بودليسني       | قرار القضاة (بالإجماع)           | بطولة غوريلا القتالية 11                 | 3 مايو 2019    | 3      | 5:00  | بينزا، روسيا                        | فاز بلقب بطولة ليالي القتال العالمية لوزن الذبابة.    |
| خسر     | 8–1   | زالجاس زوماجولوف       | قرار القضاة (بالأغلبية)          | ليالي القتال العالمية 88                 | 31 أغسطس 2018  | 3      | 5:00  | آستانا، كازاخستان                   | خسر لقب بطولة ليالي القتال العالمية لوزن الذبابة.     |
| فاز     | 8–0   | فارتان أساتريان        | إخضاع (خنق المقصلة)              | ليالي القتال العالمية 76                 | 8 أكتوبر 2017  | 4      | 1:39  | كراسنودار، روسيا                    | فاز بلقب بطولة ليالي القتال العالمية لوزن الذبابة.    |
| فاز     | 7–0   | شاجدول حق              | قرار القضاة (بالإجماع)           | ليالي القتال العالمية 65                 | 19 مايو 2017   | 3      | 5:00  | آستانا، كازاخستان                   | نزال في وزن الديك.                                    |
| فاز     | 6–0   | أسو ألمابايف           | ضربة فنية قاضية (إخضاع باللكمات) | ليالي القتال العالمية 58                 | 28 يناير 2017  | 3      | 4:51  | كاسبييسك، روسيا                     | أول ظهور في وزن الذبابة.                              |
| فاز     | 5–0   | شينجيس كيرانوف         | قرار القضاة (بالإجماع)           | ليالي القتال العالمية 54                 | 16 نوفمبر 2016 | 3      | 5:00  | روستوف على نهر الدون، روسيا         | نزال في الوزن غير المحدد (130 رطلاً).                  |
| فاز     | 4–0   | ألكساندر نيستيروف      | إخضاع (خنق خلفي عاري)            | عرض القتال الفخر: نجوم العالم إم إم إيه  | 23 أبريل 2016  | 1      | 2:18  | نيجني نوفغورود، روسيا               |                                                       |
| فاز     | 3–0   | إيفان أندروشينكو       | قرار القضاة (بالأغلبية)          | قتال النجم: معركة على نهر الفولغا        | 30 مايو 2015   | 2      | 5:00  | ساراتوف، روسيا                      |                                                       |
| فاز     | 2–0   | نورتيليك يركواتولي     | إخضاع (شريط الذراع)              | الدوري القوقازي: معركة في بابايورت       | 1 فبراير 2015  | 1      | 2:48  | داغستان، روسيا                      |                                                       |
| فاز     | 1–0   | ماغومدنور أغلاروف      | إخضاع (شريط الذراع)              | دوري القوقاز: معركة أوماخان الكبرى       | 7 يوليو 2013   | 1      | 4:50  | خونزاخ، روسيا                       | أول ظهور في وزن الديك.                                |

## وصلات خارجية
- تاغير أولانبيكوف على موقع يو إف سي (الإنجليزية)
- تاغير أولانبيكوف على موقع شيردوغ (الإنجليزية)
- تاغير أولانبيكوف على موقع Tapology.com (الإنجليزية)